# ایوان لیتوینکو
ایوان لیتوینکو (اوکراینی: Іван Сергійович Литвиненко؛ زادهٔ ۱۰ آوریل ۲۰۰۱) بازیکن فوتبال اهل اوکراین است.
وی همچنین در تیم‌های ملی فوتبال Ukraine national under-17 football team و Ukraine national under-18 football team بازی کرده‌است.